# Paraxenolea indica
Paraxenolea indica är en skalbaggsart som först beskrevs av Stefan von Breuning 1940.  Paraxenolea indica ingår i släktet Paraxenolea och familjen långhorningar. Inga underarter finns listade i Catalogue of Life.